# Vadovics Viktor
Vadovics Viktor (Budapest, 1998. június 24. — ) Európa-bajnoki ezüstérmes magyar válogatott vízilabdázó.

## Sportpályafutása
A 2013-as U17-es Európa-bajnokságon negyedik volt. A 2014-es U18-as világbajnokságon aranyérmet szerzett. A 2015-ös U17-es Bakui Európa-játékokon hetedik lett. A 2016-os U18-as világbajnokságon harmadik helyen végzett. Ugyanebben az évben az U19-es Európa-bajnokságon hetedik lett. A 2017-es U20-as vb-n negyedik lett.
2018 márciusában debütált a Märcz Tamás vezette nemzeti csapatban, egy Hollandia elleni világliga csoportmérkőzésen, melyen két találatot jegyzett. 2022-ben meghívót kapott Varga Zsolttól a válogatott spliti Európa-bajnokságra utazó csapatába, a sérült Pohl Zoltán helyére. A kontinensviadalt a magyar válogatott ezüstéremmel zárta.

## Eredményei

### Klubcsapattal
- Magyar bajnokság
  - bajnok: 2023

### Válogatottal
- Európa-bajnokság
  - Ezüstérmes: 2022
- U18-as világbajnokság
  - aranyérmes: 2014
  - bronzérmes: 2016